# Aleksandar Kolarov
Aleksandar Kolarov (em sérvio; Александар Коларов; Belgrado, 10 de novembro de 1985) é um ex-futebolista sérvio que atuava como lateral-esquerdo e também como zagueiro. 
Kolarov fez parte do elenco da Seleção Sérvia de Futebol, em Pequim 2008.

## Carreira

### Inter de Milão
No dia 8 de agosto de 2020, Kolarov foi anunciado como novo reforço da Internazionale, vindo por uma quantia de 1,5 milhões de euros.

## Títulos
Lazio
- Coppa Italia: 2008–09
- Supercopa da Itália: 2009

Manchester City
- Copa da Inglaterra: 2010–11
- Campeonato Inglês: 2011–12, 2013–14
- Supercopa da Inglaterra: 2012
- Copa da Liga Inglesa: 2013–14, 2015–16

Internazionale
- Campeonato Italiano: 2020–21[4]
- Supercopa da Itália: 2021
- Copa da Itália: 2021–22

### Individual
- Futebolista Sérvio do Ano: 2011